# Stern-Apotheke (Augsburg)

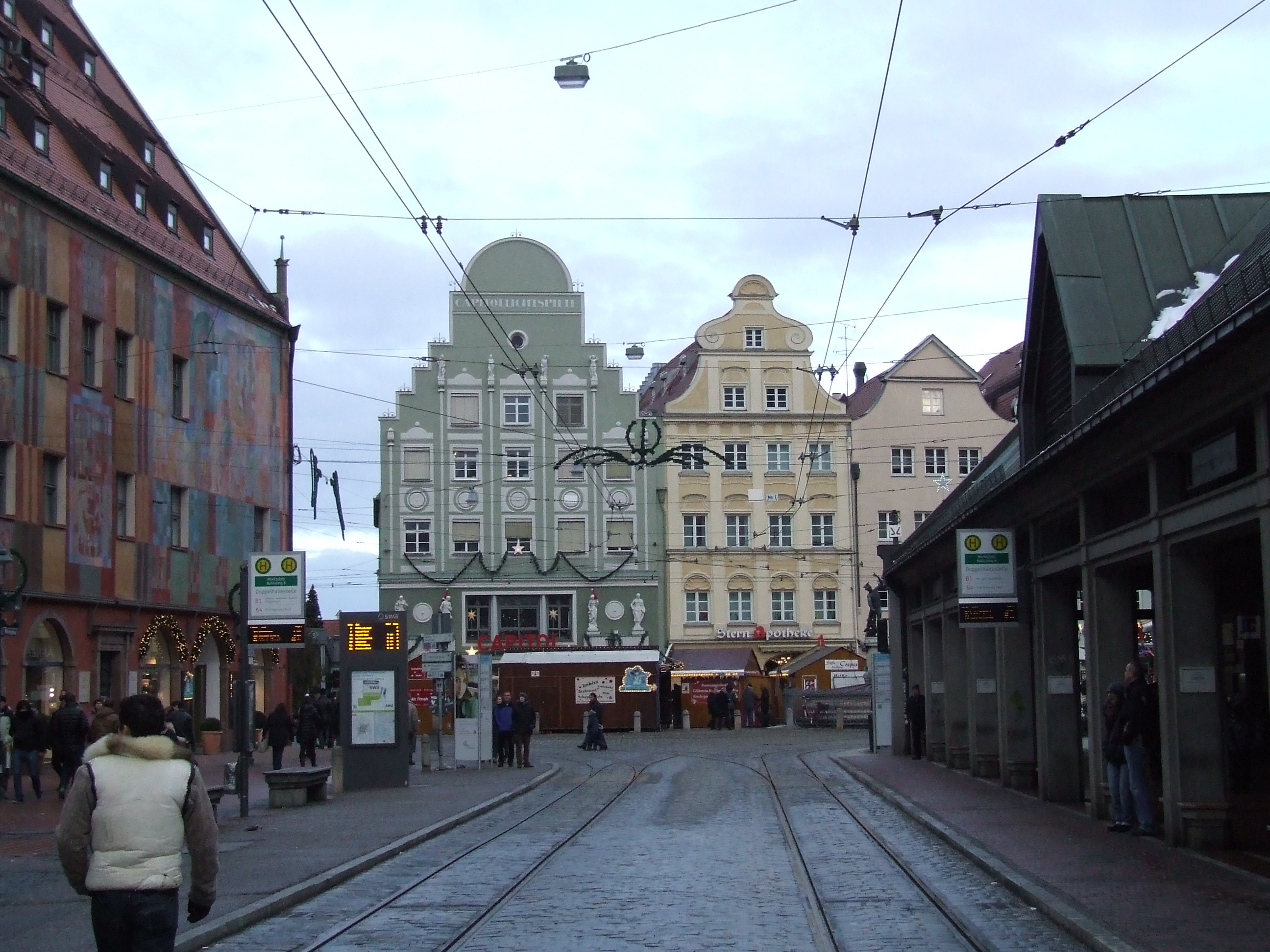
Die Stern-Apotheke vom Moritzplatz aus gesehen, links davon das ehemalige Lichtspielhaus Capitol

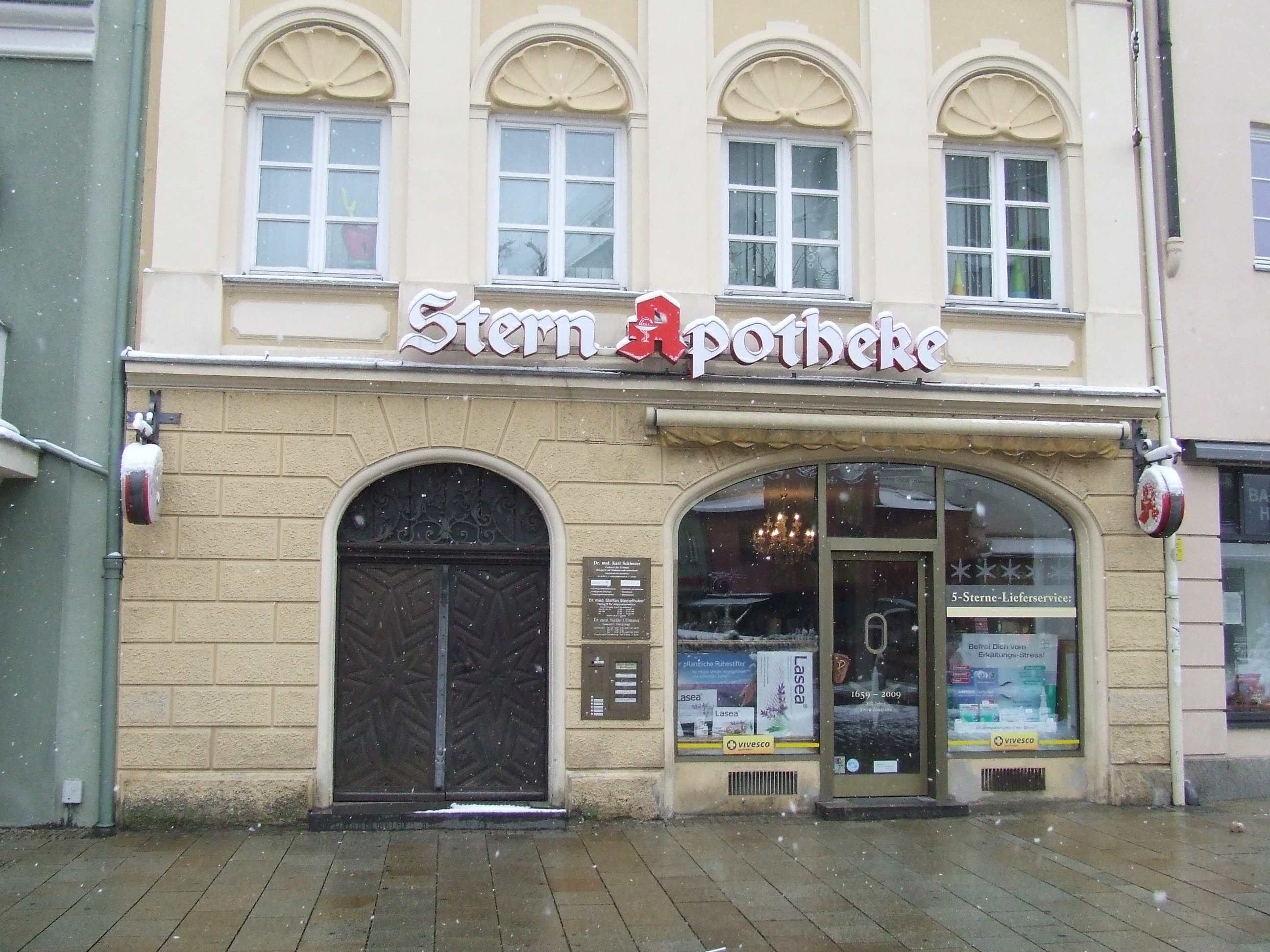
Der Eingangsbereich der Stern-Apotheke (2012).

Die Stern-Apotheke ist die älteste noch bestehende Apotheke in Augsburg.

## Geschichte
Die Apotheke wurde, damals noch unter dem Namen Apotheke Zum Goldenen Stern, 1659 von Johann Kaspar Welsch in der Maximilianstraße 23 gegründet. Nach dem Tod Welschs im Jahr 1676 führte dessen Tochter Judith die Apotheke weiter. Sie heiratete im Jahr 1681 Heinrich Otto Rosenbaum, der die Apotheke im Jahr 1718 an Heinrich Otto Keller aus Memmingen verkaufte. Der nächste Betreiber war dessen Sohn Christian Georg Keller, der aber jung verstarb. Seine Witwe heiratete Johann Daniel Lochsack aus Arnstadt, dessen Sohn die Apotheke an Johann Christian Redlinger verkaufte. Nachdem dieser sie heruntergewirtschaftet hatte, wurde sie 1799 für kurze Zeit geschlossen. Im selben Jahr aber wurde Johann Gottfried Dingler, der aus Zweibrücken stammte, als Provisor eingesetzt. Der 21-Jährige hatte zwei Tage zuvor sein Examen erfolgreich abgelegt. Er kaufte Redlinger die Apotheke schon nach kurzer Zeit ab, wirtschaftete zunächst sehr erfolgreich, wurde jedoch 1803 zahlungsunfähig. Seine Frau ließ sich von ihm scheiden, nachdem er ihr die Apotheke abgetreten hatte, und heiratete ihren Provisor Raimund Roth aus Ulm. Dieser kaufte im Jahr 1813 das Haus Maximilianstraße 27 und verlegte die Apotheke dorthin. Die Apotheke wechselte in den Folgejahren noch mehrfach den Besitzer, nicht jedoch den Standort. Sie befindet sich noch heute in der Maximilianstraße 27, unmittelbar beim Merkurbrunnen.

## Gebäude
Das Gebäude Maximilianstraße 27 steht unter Denkmalschutz. Es handelt sich um einen viergeschossigen Giebelbau mit Satteldach. Der Giebel zur Maximilianstraße ist geschwungen und besitzt einen Dreieckaufsatz. Die Rückfront zum Judenberg besitzt einen Stufengiebel. Die Fassade wurde um 1900 umgestaltet.

## Produkte
Die heutige Stern-Apotheke bezeichnet sich als „Spezialapotheke für Spagyrik“; daneben habe sie sich auf Schüßler-Salze, Haarausfall und Neurodermitis spezialisiert.